# اخترشناسی راداری

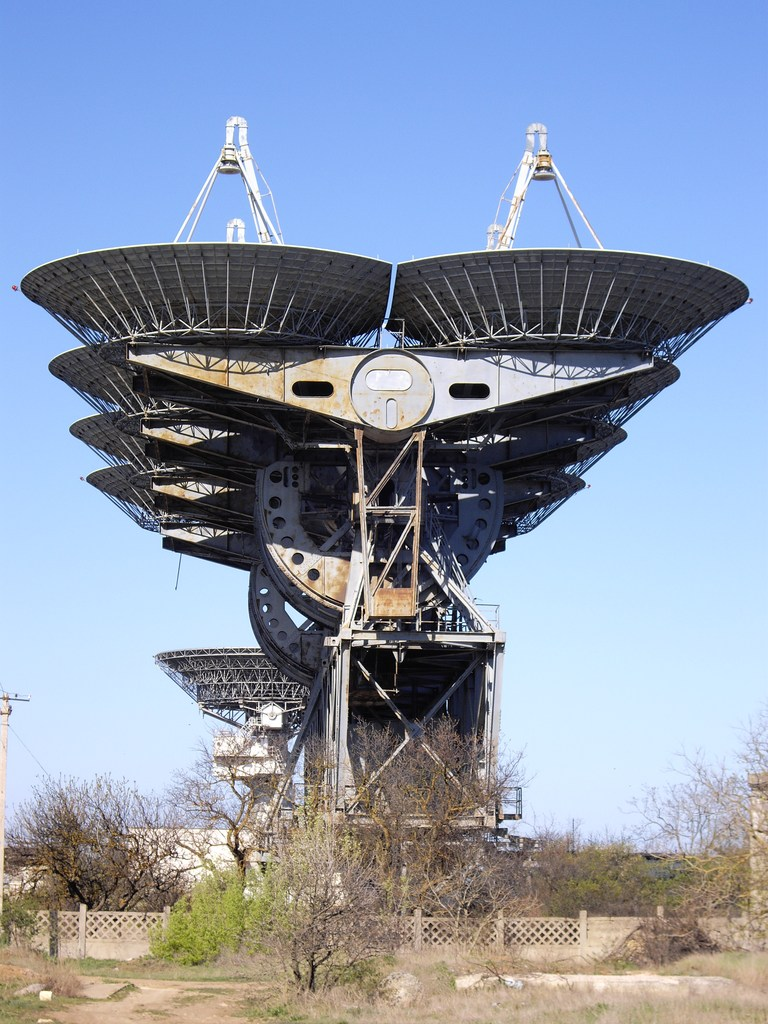
رادار سیاره‌ای پیشگام پلوتو (АДУ-۱۰۰۰)، از تولیدات اتحاد جماهیر شوروی در ۱۹۶۰

اخترشناسی راداری یا نجوم راداری (انگلیسی: Radar astronomy) تکنیکی برای مشاهدهٔ اجرام آسمانی نزدیک با انعکاس امواج ریزموج (میکروویو) از اجسام هدف و تجزیه‌و تحلیل بازتاب‌ها است. این تحقیق به مدت شش دهه انجام شده است. اخترشناسی راداری با اخترشناسی رادیویی تفاوت دارد زیرا دومی یک مشاهدهٔ غیرفعال است و اولی یک مشاهدهٔ فعال. سیستم‌های رادار برای طیف وسیعی از مطالعات منظومه شمسی استفاده شده است. انتقال رادار ممکن است به صورت پالس یا پیوسته باشد.
قدرت سیگنال برگشت رادار با توان چهارم معکوس فاصله متناسب است. امکانات ارتقا یافته، افزایش قدرت فرستنده-گیرنده و بهبود دستگاه فرصت‌های مشاهده را افزایش داده است.
تکنیک‌های رادار اطلاعاتی را فراهم می‌کنند که با روش‌های دیگر در دسترس نیستند، مانند آزمایش نسبیت عام با مشاهده عطارد و ارائهٔ یک مقدار تصفیه‌شده برای یکای اخترشناسی. تصاویر رادار اطلاعاتی در مورد شکل‌ها و ویژگی‌های سطح اجسام جامد ارائه می‌دهند که با سایر تکنیک‌های زمینی نمی‌توان آنها را به دست آورد.